# Teroldego Rotaliano rosso
Il Teroldego Rotaliano rosso è un vino DOC la cui produzione è consentita nella provincia di Trento.

## Caratteristiche organolettiche
- colore: rosso rubino piuttosto intenso, talora con orli violacei.
- odore: caratteristico, e un gusto particolarmente intenso di fruttato.
- sapore: asciutto, sapido, leggermente amarognolo, con lieve gusto di mandorla, leggermente tannico.

## Produzione
Provincia, stagione, volume in ettolitri
- Trento  (1990/91)  34515,02
- Trento  (1991/92)  27614,46
- Trento  (1992/93)  31475,78
- Trento  (1993/94)  32922,56
- Trento  (1994/95)  33232,24
- Trento  (1995/96)  31276,8
- Trento  (1996/97)  37806,51